# Accra (polilla)
Accra es un género de polillas tortrícidas categorizado en la tribu Tortricini, de la subfamilia Tortricinae. Fue descrito por Józef Razowski en 1964.

## Especies
- Accra amanica Razowski, 2005
- Accra canthararcha (Meyrick, 1937)
- Accra erythrocyma (Meyrick, 1930)
- Accra kassaicola Razowski, 2005
- Accra kikuayana Razowski, 2005
- Accra ornata Razowski, 1966
- Accra plumbeana Razowski, 1966
- Accra rubicunda Razowski, 1966
- Accra rubrothicta Razowski, 1986
- Accra tanzanica Razowski, 1990
- Accra venatrix (Meyrick, 1930)
- Accra viridis (Walsingham, 1891)
- Accra witteae Razowski, 1964